# Erysimum nervosum
Erysimum nervosum är en korsblommig växtart som beskrevs av Auguste Nicolas Pomel. Erysimum nervosum ingår i släktet kårlar, och familjen korsblommiga växter. Inga underarter finns listade i Catalogue of Life.